# Laura Gilpin
Laura Gilpin, née le 22 avril 1891 à Colorado Springs et morte le 30 novembre 1979 à Santa Fe au Nouveau-Mexique, est une photographe américaine.

## Biographie
Laura Gilpin naît à Colorado Springs le 22 avril 1891.
De 1916 à 1918, elle étudie la photographie à la Clarence White School de New York. À ses débuts, elle pratique le pictorialisme, avant de se tourner vers la photographie architecturale et le portrait. De 1942 à 1945, elle est photographe en chef pour Boeing Airlines. De 1946 à 1968, elle photographie les Navajos, dans le but de documenter leur mode de vie, ce qui aboutit à la publication de The Enduring Navaho en 1968. Elle photographie également les Pueblos.
Elle est lesbienne.
Elle meurt le 30 novembre 1979 à Santa Fe au Nouveau-Mexique.

## Publications
Parmi les livres de photographie qu'elle a publiés se trouvent The Pueblos, publié en 1941, Temples in Yucatan, publié en 1948, et The Rio Grande, publié en 1949.